# Stazione di Bollate Centro
La stazione di Bollate Centro è una fermata ferroviaria posta sulla linea Milano–Saronno, a servizio della città di Bollate.

## Strutture ed impianti
Il piazzale è composto da quattro binari passanti, serviti da due banchine centrali a isola, entrambe dotate di pensilina. Una coppia di binari è utilizzata dai convogli suburbani che effettuano fermata presso questo scalo. Gli altri due binari sono percorsi dai treni regionali e dal Malpensa Express, che non effettuano servizio viaggiatori presso questo impianto.

## Movimento
La stazione è servita dai treni delle linee S1 e S3 del servizio ferroviario suburbano di Milano, con frequenza complessiva quadrioraria.
Dal 10 giugno 2024, la stazione è servita, solamente nei giorni lavorativi tra le 7:00 e le 19:00, anche dalla linea S13 (Pavia-Milano-Garbagnate), a frequenza semioraria; dal 15 dicembre 2024, Bollate Centro è l'unica fermata effettuata dai treni S13 nella tratta Milano-Garbagnate.